# Meïr Aron Goldschmidt
Meïr Aron Goldschmidt (Vordingborg, 1818 – Copenaghen, 1887) è stato uno scrittore danese.
Cresciuto sotto l'influsso della tradizione ebraica, fondò (1840) il settimanale Il Corsaro (Corsaren, 1840-46), che fu poi seguito dalla rivista Nord e Sud (Nord og Syd, 1847-59).
Come agitatore politico Golschmidt emerse con i romanzi Un ebreo (1841) e Senza patria (1853-57) in cui si manifestarono i suoi ideali politici e la denuncia della situazione degli Ebrei nella società.
Questi ideali si attenuarono in vecchiaia, fino a romanzi completamente indipendenti da ciò, come Il corvo (1867).

## Opere (selezione)
- En Jøde (trad. Un ebreo), 1845, con lo pseudonimo Adolph Meyer
- Hjemløs: en Fortælling (trad. Senza patria), 5 voll., 1853-57
- Blandede Skrifter (trad. Scritti diversi), 4 voll., 1859-60
- Rabbi Eliezer, opera drammatica, 1861
- Arvingen (trad. L'erede), 1863
- Svedenborgs Ungdom (trad. La giovinezza di S.), rappresentazione drammatica, 1863
- Fortællinger og Skildringer (trad. Racconti e abbozzi), 3 voll., 1863-65
- Ravnen (trad. Il corvo), 1867
- Smaa fortællinger (trad. Piccole storie), 1868
- Kjærlighedshistorier fra mange Lande (trad. Storie d'amore provenienti da molti paesi), 1868
- Iden anden Verden (trad. Visione di un altro mondo), commedia in due atti, 1869
- Selvbiografi (trad. Autobiografia), 1877
- Smaa Skildringer fra Fantasi og fra Virkelighed (trad. Piccoli schizzi di immaginazione e di realtà), 1887
- Poetiske Skrifter udgivni af hans Sön (trad. Opere poetiche ordinate da suo figlio), 1896-98
- Udvalgte Skrifter (trad. Scritti scelti), a cura di Julius Salomon, 1908
- Breve fra og til Meïr Goldschmidt, 3 voll.: 1. 1843-1852; 2. 1853-1885; 3. Kommentar, a cura di Morten Borup, corrispondenza, 1963